# Shoukoushi Cedie
Маленький лорд Фонтлерой (яп. 小公子セディ Сё:ко:си Сэди, «Маленький принц Седи») — аниме-сериал режиссёра Кодзо Кусубы. Является частью серии «Театр мировых шедевров». Сериал основан на романе Фрэнсис Ходжсон Бернетт «Маленький лорд Фонтлерой».

## Сюжет
История о американском мальчике по имени Седрик Эррол (Седи), который в семилетнем возрасте узнаёт, что является единственным наследником британского графства. Седи должен уехать из Нью-Йорка и поселиться в своём родовом замке. Его дед, граф Доринкнот, намерен научить мальчика быть аристократом, но Седи сам учит своего дедушку состраданию, справедливости, наивной простоте и любви, он согревает сердце старика.

## Роли озвучивают
- Ай Орикаса — Седи
- Бандзё Гинга — Рэкс
- Бин Симада — Уилкинс
- Дайсукэ Гоури — Ньюик
- Эйко Масуяма — Мина
- Эйко Хисамура — Джеймс
- Рихоко Ёсида — Сарра
- Хироюки Сибамото — Дик
- Итиро Нагаи — Гарри
- Кадзуэ Икура — Эрик
- Коити Китамура — Джефферсон

## Музыка
Открывающая композиция — «Мой Седи» (яп. ぼくらのセディ Бокура но Сэди) исполняет Хикару Нисида.
Текст: Митио Ямагами
Аранжировка: Кадзуо Отани
Закрывающая композиция — «For the Sake of Loving Someone» (яп. 誰かを愛するために Дарэ ка во Айсуру Тамэни) исполняет Хикару Нисида.
Текст: Митио Ямагами
Аранжировка: Кадзуо Отани